# Elat
Elat és la ciutat més meridional del districte del Sud d'Israel. Situada a la costa del golf d'Àcaba, a la mar Roja, és adjacent a Taba (Egipte) i a Àcaba (Jordània).

## Història

### Història antiga
Els primers assentaments històrics es trobaven, pel millor abastiment d'aigua, a la zona més meridional d'on actualment hi ha la ciutat jordana d'Àcaba. A la Bíblia, a més d'Elat (Elath) es menciona també Ession-Guèber (Deuteronomi 2,8).
Habitada ja al segle x aC, Elat va ser, segons l'Antic Testament, utilitzada com a port pel rei Salomó, pels romans i pels romans d'Orient. La finalitat principal de la instal·lació portuària era el transport de coure, extret de les mines properes de Timna.
Va passar sota domini dels edomites en temps del rei Ahaz (735-715 aC) i va restar ocupada fins al segle iv aC. Al segle següent es va refundar una mica al sud, per part dels àrabs nabateus, i es va dir Ayla, derivació d'Elath. En algun moment dominada pels ptolemeus es va dir Berenice. Sota domini romà fou seu de la Legió X Fretensis i fou final de la via romana construïda per Trajà que la unia a Bostra o Bosra a Síria. Després del 325 aC hi apareixen esmentats bisbes. Al segle vi era possessió dels gassànides, vassalls de l'Imperi Romà d'Orient.
El 630 la ciutat, dirigida pel bisbe Yuhanna ibn Ruba, es va sotmetre pacíficament als musulmans de Mahoma durant l'expedició de Tabouk. Després fou un important centre pels peregrins que anaven a la Meca des de Síria i Egipte. Fou considerada part de la província de Síria. Al segle x va arribar a la seva màxima prosperitat. Al segle xi, el 1024/1025 fou saquejada per Abd Allah ibn Idris al-Djafari i els Banu l-Djarrah i aquesta desgràcia fou augmentada el 1072/1073 amb la destrucció causada per un terratrèmol.
L'any 1116 dC, la ciutat va ser conquerida pels croats del rei Balduí I de Jerusalem i fou coneguda com a Helim dins la baronia de Kerak i Montreal, del regne de Jerusalem; però el 1167 o 1171 segons les fonts, Saladí la reconquerí; Saladí hi va deixar guarnició però Renaud de Châtillon, baró de Kerak, la va reconquerir el 1182 en el curs de la seva campanya que el va portar fins a l'Hedjaz; la fortalesa conquerida era la que estava situada a una illa a la costa, coneguda com a Djazirat Firawn; fou segurament Renaud qui va construir una ciutadella a terra; destruïda la flota de Renaud pel general Hudal al-Din Lulu (al servei de Saladí) el 1183, Ayla va tornar als musulmans definitivament, però en molt mal estat. Abu l-Fida (1272-1332) diu que al seu temps només quedava la ciutadella, propera al riu (que era la ciutadella de terra construïda per Renaud, diferent a la ciutadella de l'illa).
Ayla va perdre importància; fou convertida en parada de caravanes fortificada pels mamelucs egipcis, aprofitant la ciutadella de terra, relativament moderna, car la de l'illa ja existia en temps dels romans d'Orient.

### Història contemporània

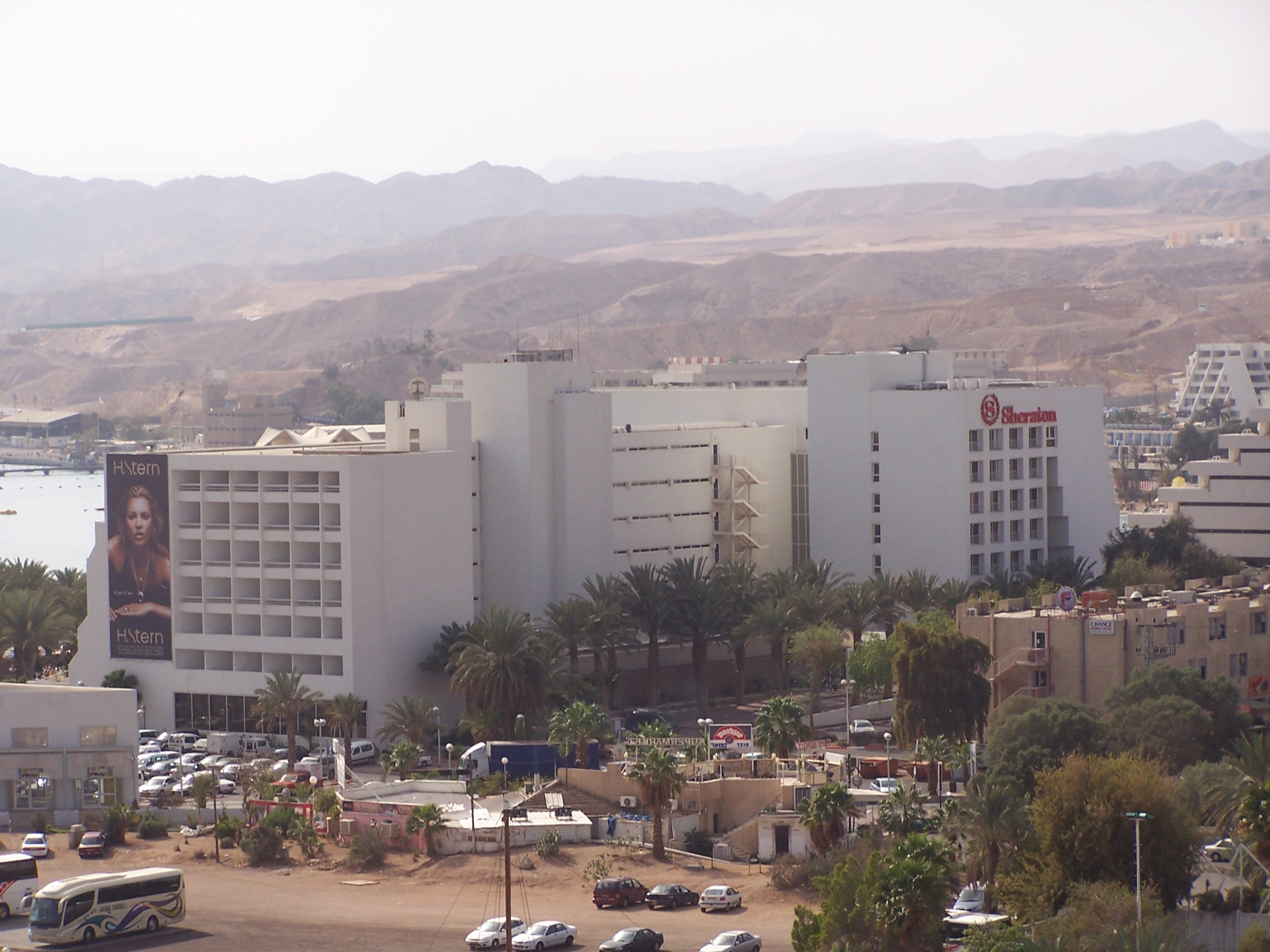
Hotel Sheraton amb el desert de fons.

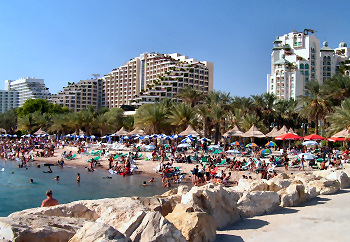
Hotels davant la platja de la mar Roja.

El 1949 Elat fou refundada pels israelians i es declarà "ciutat a desenvolupar" per promocionar-ne el creixement. El port ràpidament adquirí gran importància estratègica i comercial. Després de la Guerra araboisraeliana de 1948, Egipte barrà el pas pel canal de Suez als vaixells israelians i a totes les naus que duguessin mercaderies a Israel. El 1952 s'acordà ampliar el port per guanyar capacitat per a grans vaixells petroliers, perquè sense el port d'Elat, els israelians haurien hagut de travessar el Mediterrani, rodejar l'Àfrica i passar pel cap de Bona Esperança per a poder exportar productes a l'est d'Àfrica i al Sud-est asiàtic i per a poder importar petroli. Només després de la campanya militar del Sinaí emmarcada de la Guerra de Suez, el port va poder entrar en funcionament el 1956.
Més endavant, Egipte bloquejà l'estret de Tiran, situat més al sud, impedint que els vaixells procedents del Port d'Elat poguessin sortir del port. Aquest fet fou citat pels israelians com un dels casus belli de la Guerra dels Sis Dies.
Elat esdevingué zona franca el 1985. Elat té un aeroport per a vols nacionals (codi local: ETH; codi internacional: LLET). Els vols internacionals arriben a l'Aeroport Internacional d'Ovda, situat a uns 40-50 km al nord-est de la ciutat.
Un dels problemes més importants de l'Elat modern és l'abastiment d'aigua i la seva situació aïllada geogràficament. A la regió no hi ha recursos hídrics naturals, i l'aigua potable s'obté mitjançant la dessalinització i llargues canalitzacions de la plana de l'Arabà. A causa del desert que envolta la ciutat, la ciutat més propera es troba molt allunyada; la distància entre Beerxeba i Elat és de 250 km (per comparar, la llargada nord-sud d'Israel és de només 420 km) i entre totes dues ciutats només hi ha assentaments rurals també molt aïllats.

## Clima i turisme

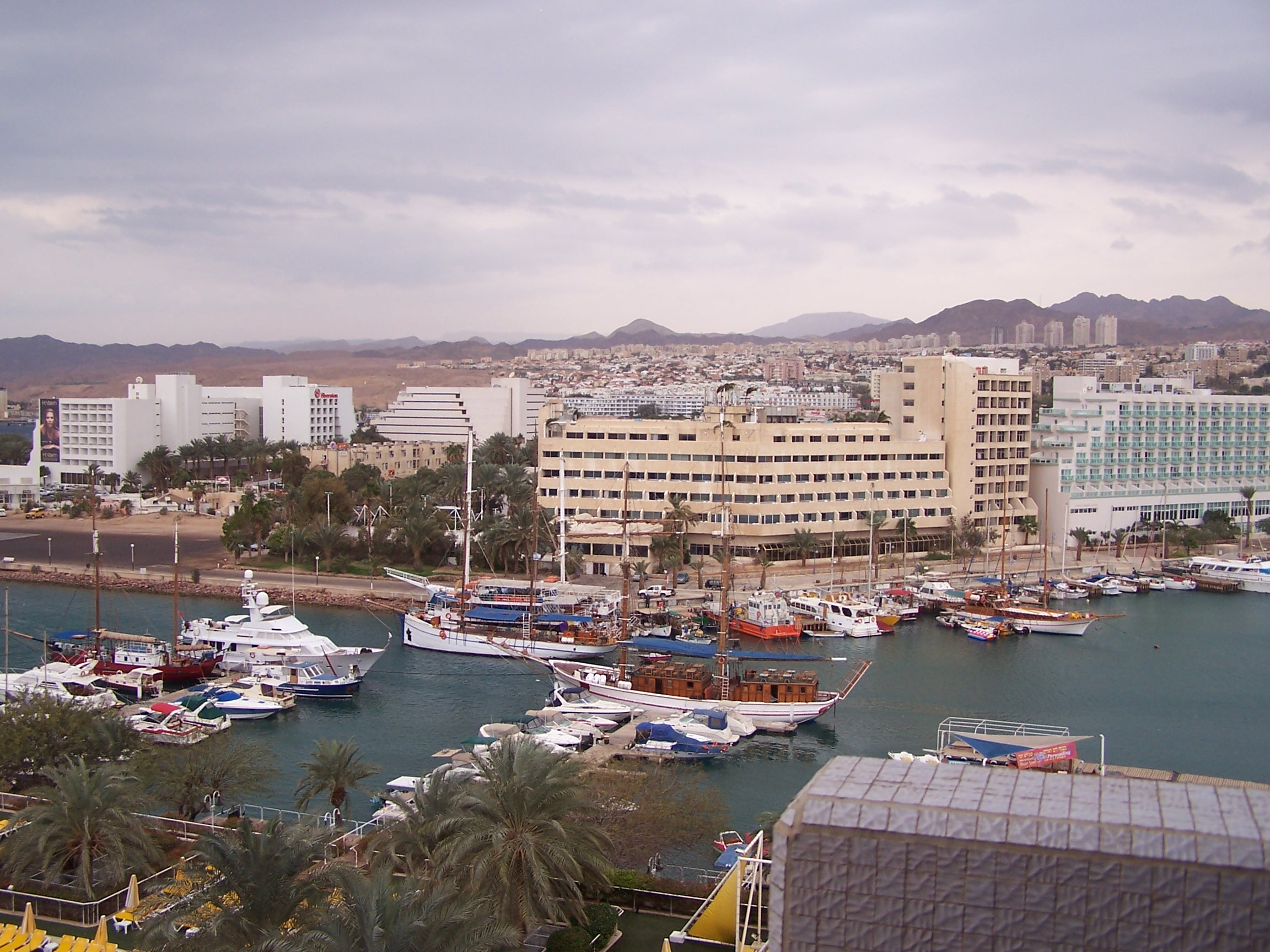
Hotel Caesar Resort d'Elat.

El clima d'Elat és molt sec i càlid, degut a la seva proximitat al Nègueb, al Sinaí i als deserts d'Aràbia i del Sàhara. Les temperatures a l'estiu sovint superen els 40 °C i a l'hivern els 25 °C, xifres força altes fins i tot per al càlid Israel. La temperatura relativament fresca (22-25 °C) de la mar Roja fa que les aigües siguin hàbitat de nombroses espècies marines tropicals i la bellesa exòtica que envolta la ciutat atreu cada anys nombrosos turistes; de fet, Elat és el centre turístic més visitat d'Israel.
Elat té diversos atractius turístics: l'Observatori Submarí del Corall, la reserva de corall, l'Observatori What's Up i el submarinisme. La ciutat també té molta vida nocturna alimentada pels nombrosos turistes que arriben d'arreu.

## Ciutats agermanades
- Antibes (França)
- Arica (Xile)
- Durban (Sud-àfrica)
- Kamen (Alemanya)
- Kampen (Països Baixos)
- Los Angeles (Califòrnia, EUA)
- Smolian (Bulgària)
- Sopron (Hongria)